# 澤萊內 (卡霍夫卡區)
47°9′30″N 34°16′41″E / 47.15833°N 34.27806°E
澤莱内（烏克蘭語：Зелене）是位於烏克蘭南部的村莊，由赫爾松州卡霍夫卡區的上羅哈奇克市鎮負責管轄。該村始建於1860年，面積2.54平方公里，海拔高度79米，2001年人口723，人口密度每平方公里285.2人。